# Stefan Glaumann
Hilding Stefan Glaumann, född 4 november 1955 i Engelbrekts församling i Stockholm, svensk musikproducent.
Glaumann var tillsammans med Peter Yngen delägare i Mistlur Records och spelade in en rad skivor i deras mobila studio i början av 1980-talet. Han har producerat en del punk, bland annat Ebba Grön, Nasa och KSMBs liveplatta. Han producerade också samtliga Imperiets album, och Thåströms två första soloalbum. Idag arbetar Glaumann med bland annat Rammstein och Backyard Babies. Stefan Glaumann är sedan 2001, i huvudsak, verksam hos ToyTown Production AB i ToyTown Studios på Roslagsgatan I Stockholm. Där arbetar han tillsammans med producenten Sanken Sandqvist.